# نیکولای کوکسنکوف
نیکولای کوکسنکوف (به انگلیسی: Nikolai Kuksenkov) ژیمناست زادهٔ ۲ ژوئن ۱۹۸۹ میلادی اهل کشور روسیه است.